# Абатство Елисем
Абатство Елисем (на френски: Abbaye d'Heylissem) е историческо норбертинско абатство в Елесин, в Централна Белгия, окръг Нивел на провинция Валонски Брабант. Основано е през 1130 г. и затворено през 1796 г. от френското революционно правителство. В края на ХVІІІ век се трансформира в замък, а от 1962 г. абатския дворец е собственост на провинция Валонски Брабант.

## История
Абатство Елисем е основано през 1130 г. от монаси-премонстранти от абатство Флореф. Първоначално манастирът е смесен, но през 1142 г. монахините се преместват в женски манастир в Кьолн. През 1145 г. абатството е признато от папа Евгений III.
Благодарение на щедрите дарения през ХІІ и ХІІІ век абатството се разраства, като стопанството включва осемстотин акра земеделски земя, дванадесет ферми и девет мелници. През тринадесети век херцогът на Брабант позволява на монасите да издигнат укрепления.
След тихите и спокойни ХІV и ХV век, през ХVІ и ХVІІ век абатството преживява тежки сътресения, резултат от религиозните войни и преминаването на френски, испански и холандски войски, които плячкосват манастирските земи и стопанства. Три пъти абатството е опожарявано и монасите са принудени да търсят убежище в съседните градове Заутлеу (през 1568 г.) и в продължение на петнадесет години в Тийнен (1690 – 1704).
През ХVІІІ век политическата обстановка в района се нормализира и абатството преживява нов разцвет. монашеското братство се увеличава, абатството купува през 1949 г. земи на бенедиктинското абатство Корнелимюнстер, увеличават се приходите от манастирските имоти. През 1768 г. монасите ангажират известния архитект Лоран Беноа Диуи за пълно възстановяване на абатството. Проектът е осъществен за около десетина години. Това, което все още може да се види запазено и днес е дело на Диуи. Той построява абатски дворец с широка неокласическата фасада, с голям купол (47 метра височина) над наоса на църквата, която е осветена през 1780 г.
По време на Френската революция, на 25 септември 1796 г. 25-те монаси са прогонени от абатството и имотите му са конфискувани. Манастирските сгради и имоти са обявени за продажба. Те преминават през различни собственици, част от които рушат сградите. През 1800 г. е открита мелница, управлявана от френски заселници, която впоследствие фалира. През 1821 в манастирските сгради се открива дестилерия, която вари картофена ракия и фабрика за захар. Част от страничните крила на абатския дворец и манастирските сгради са разрушени за да се направи път до новата фабрика.
През 1870 г. започва реконструкция на абатския дворец, под ръководството на архитекта Алфонс Балат. Фасадата и купола на църквата са леко трансформирани. Страничните крила са превърнати в конюшни и стопански постройки. Около двореца е създаден парк.
Имота на бившето абатство преминава по наследство във фамилията Ултремон (Oultremont). През 1962 г., на графовете Ултремон, обитаващи абатския дворец от 1919 г. насам, продават имота на провинция Брабант. След допълнителна реставрация, замъкът е отворен за обществеността под името "Domaine provincial d’Hélécine" – културен и конферентен център с 12 стаи, обзаведени в замъка, две многофункционални зали от 300 и 125 места за спектакли, концерти, конференции и проекция, бална зала за до 500 гости за церемонии, коктейли, конференции и гала вечери под купола и ресторант, в който се предлага и абатска бира, носеща името на бившето абатство.

## Абатска бира Елисем
Едноименната абатска бира се произвежда от пивоварната Brasserie du Val de Sambre в четири разновидности: Heylissem Blonde 6°, Heylissem Brune 6°, Heylissem Triple Blonde 8° и Heylissem Triple Brune 8°.